# Tonina fluviatilis
Tonina fluviatilis là một loài thực vật có hoa trong họ Eriocaulaceae. Loài này được Aubl. miêu tả khoa học đầu tiên năm 1775.